# Historisches Museum Baden

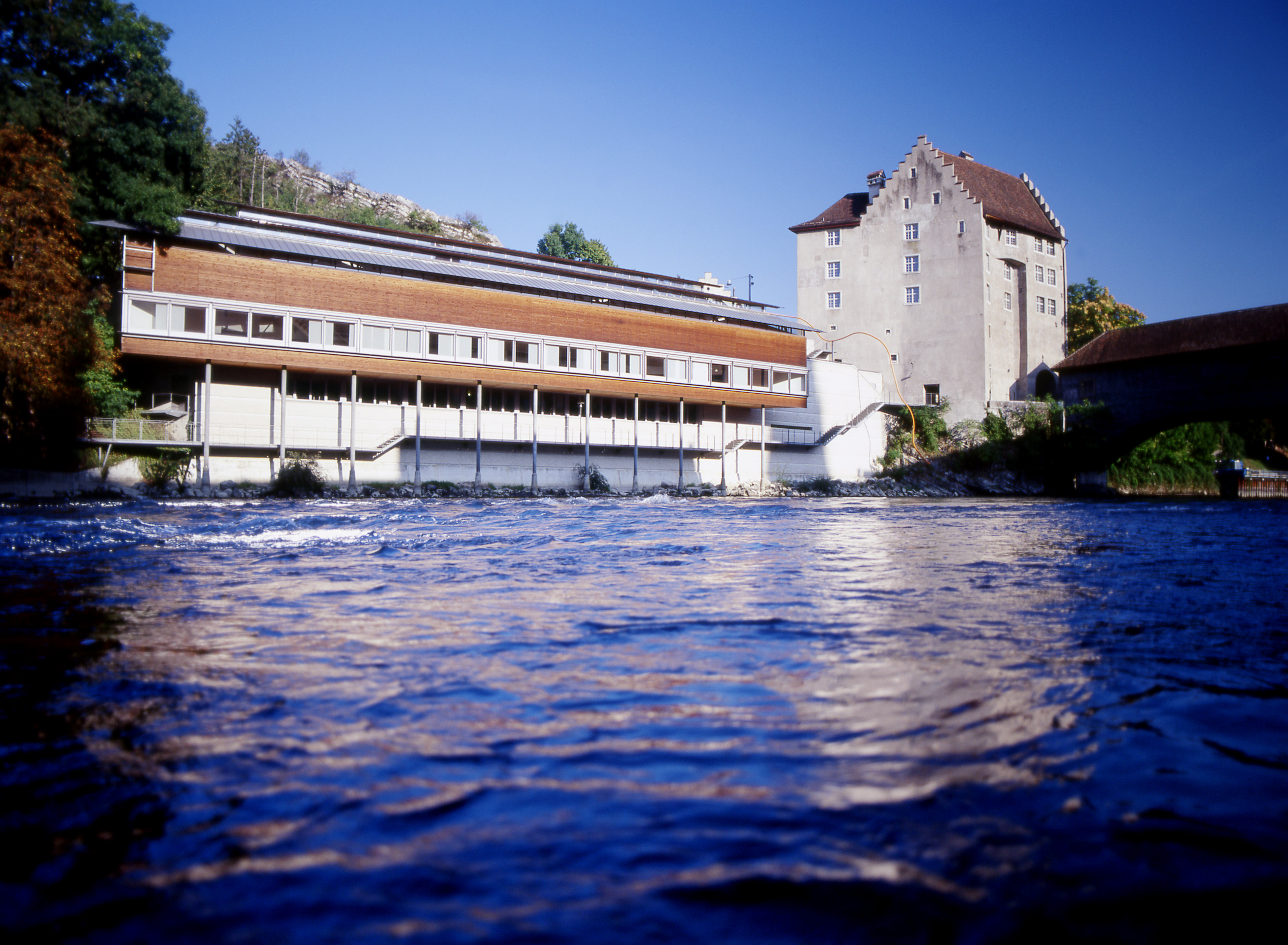
Historisches Museum Baden

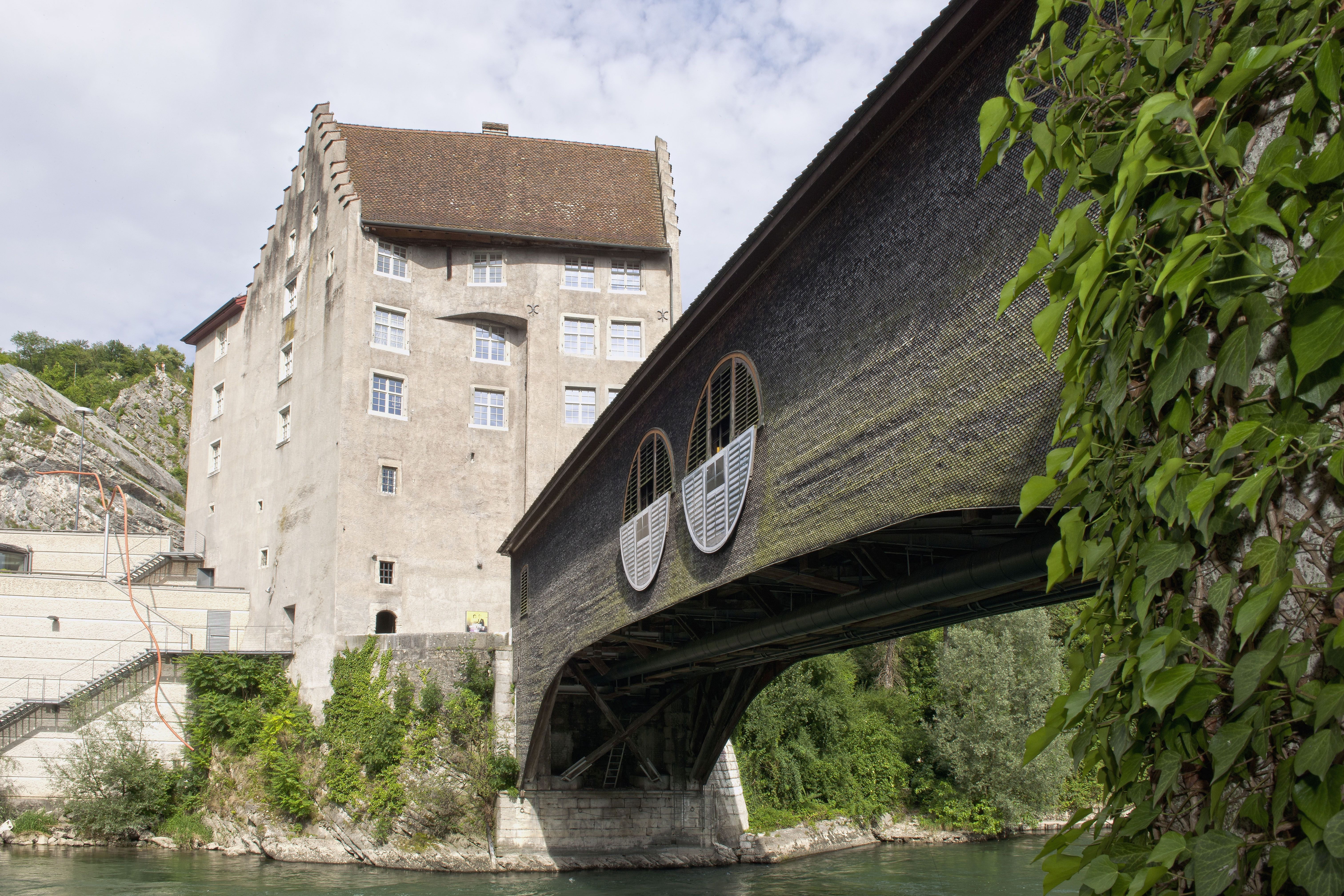
Blick über die Holzbrücke auf das Landvogteischloss

Das Historische Museum Baden ist ein Geschichtsmuseum in der Schweizer Stadt Baden im Kanton Aargau. Es beherbergt Relikte aus der über 2000-jährigen Geschichte von Stadt und Region und ist im Landvogteischloss und dessen Erweiterungsbau untergebracht. Der Erweiterungsbau entstand 1992/1993 nach Plänen von Wilfrid und Katharina Steib und wird im Volksmund aufgrund seiner geschwungenen Form als «Melonenschnitz» bezeichnet.
Das Museum thematisiert in seiner permanenten Ausstellung die entscheidenden Perioden der Geschichte der Region Baden. Schwerpunkte sind Baden als Bäderstadt seit vorrömischer Zeit bis in die Gegenwart, die Eidgenossenschaft der Tagsatzung und Landvogtei sowie die Entwicklung der schweizerisch und international bedeutsamen Industrie in der Region (insb. Brown, Boveri & Cie., Merker AG, Oederlin).
In den Sonderausstellungen und Veranstaltungen stehen gesellschaftlich relevante Themen mit starkem Gegenwartsbezug  im Vordergrund. Die Themen sind lokal verankert, strahlen aber über Stadt- und Kantonsgrenzen hinaus.

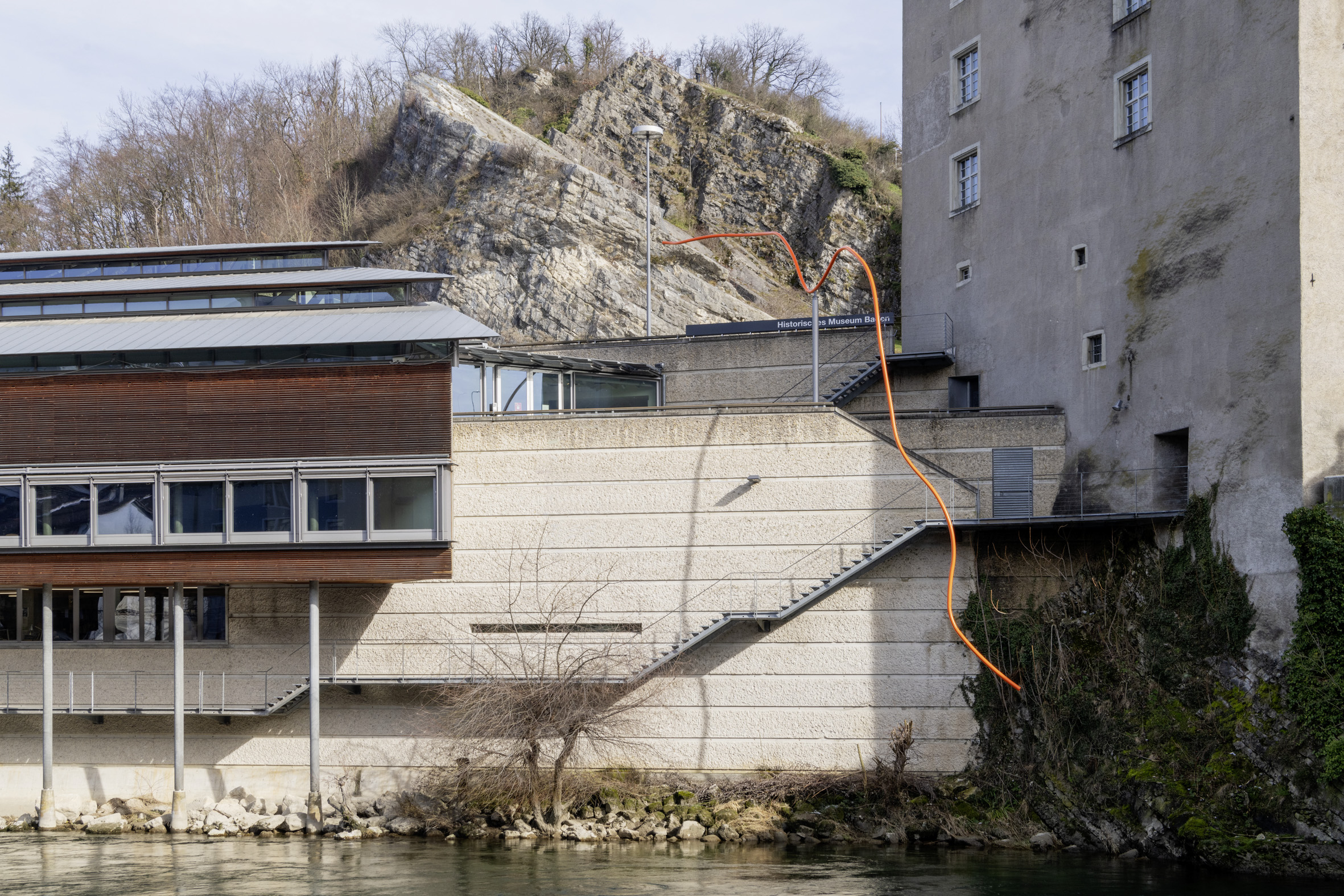
Kunst am Bau: "Spaghetti" von Eric Hattan

## Museumsgeschichte
Gegründet wurde das Museum (Kernbestand waren archäologische Fundstücke aus der Stadt) am 27. Oktober 1875 von der «Gesellschaft für öffentliche Vorträge», die treibende Kraft dahinter war Bartholomäus Fricker. Er war es auch, der im selben Jahr die Museumskommission ins Leben rief. Sie wurde von der «Gesellschaft für öffentliche Vorträge» und der Kurgesellschaft paritätisch besetzt. 1877 übertrug die Museumskommission die historische Sammlung der Stadt Baden, 1882 wurde die Museumskommission zu einer städtischen Institution. Im Juli 1913 bezog das Historische Museum Baden die Räumlichkeiten im Landvogteischloss, da die wachsende Sammlung am einstigen Standort im Kurhaus zu wenig Platz hatte.

## Sammlung
Das Historische Museum Baden besitzt eine beachtliche Sammlung an Alltags- und Gebrauchsgegenständen aus dem einstigen Kurort Baden. Einen weiteren Schwerpunkt bildet der archäologische und historische Bestand aus der Gründerzeit. Seit den 1990er-Jahren sammelt das Museum aktiv Objekte aus dem Bereich der Industriekultur des 20. Jahrhunderts. Zusammen mit seinem Freundesverein Melonenschnitz unterhält das Historische Museum Baden den Industriekulturpfad. Der Industriekulturpfad Limmat–Wasserschloss ist ein Wanderweg, der an industriegeschichtlichen Bauten vorbeiführt. Bei den Objekten stehen Tafeln, die Informationen zur Geschichte, Bedeutung und heutigen Nutzung enthalten.

## Sonderausstellungen (Auswahl)
- «Zeitsprung Bildung: BBC-Werkschule, Lehre, Traumberuf», 2020
- «Badekult. Von der Kur zum Lifestyle», 2019[5]
- «Aufbruch! Love, Peace und Frauenstimmrecht», 2018[6]
- «Kosmos Kino», 2017[7]
- «Über den Wellen – Dekorative Musiktitel im Jugendstil und Art Déco», 2017[8]
- «IndustrieStadt – BBC/ABB und Baden: Beziehungen und Schicksalsgemeinschaften», 2016[9]
- «Schweizer Juden – 150 Jahre Gleichberechtigung», 2016
- «Guten Abend Herr und Frau Landvogt» – Teil des kantonalen Projekts «Die Eidgenossen kommen», 1415, 2015
- «Frieden verhandeln – 300 Jahre Friede von Baden», 2014
- «Göhner Wohnen – Die Plattenbausiedlungen der Ernst Göhner AG zwischen Hochkonjunktur und Ölkrise», 2013
- «Familien unter Strom – Meet The Browns», 2012
- «Die Italiener sind da! Una storia dell’immigrazione a Baden», 2004/2005[10]